# Aire urbaine du Grau-du-Roi
L'aire urbaine du Grau-du-Roi  est une aire urbaine française constituée autour de la ville du Grau-du-Roi (Gard).

## Caractéristiques
En 2020, l'Insee définit un nouveau zonage d'étude : les aires d'attraction des villes. L'aire d'attraction du Grau-du-Roi remplace désormais son aire urbaine, avec un périmètre différent.
Selon la délimitation établie par l'Insee (zonage en aires urbaines 2010), l'aire urbaine du Grau-du-Roi est composée de deux communes, Le Grau-du-Roi dans le Gard et La Grande-Motte dans l'Hérault. Elle correspond aussi à l'unité urbaine du Grau-du-Roi.

## Les communes de l'aire urbaine
Voici la liste des communes de l'aire urbaine du Grau-du-Roi (population municipale au 1er janvier 2017) :
| Nom             | Code Insee | Statut | Superficie (km2) | Population (dernière pop. légale) | Densité (hab./km2) |
| --------------- | ---------- | ------ | ---------------- | --------------------------------- | ------------------ |
| Le Grau-du-Roi  | 30133      |        | 54,73            | 8 513 (2022)                      | 156                |
| La Grande-Motte | 34344      |        | 10,58            | 8 508 (2022)                      | 804                |

## Évolution démographique
L'évolution démographique ci-dessous concerne l'aire urbaine selon le périmètre défini en 2010.
| 1968  | 1975  | 1982  | 1990   | 1999   | 2010   | 2011   | 2015   | 2016   | 2017   |
| ----- | ----- | ----- | ------ | ------ | ------ | ------ | ------ | ------ | ------ |
| 3 410 | 6 128 | 8 091 | 10 269 | 12 333 | 16 618 | 16 826 | 17 189 | 17 358 | 17 337 |